# جوناس ديفيس
جوناس ديفيس (12 مايو 1859 في أستراليا - 18 مايو 1911) (بالإنجليزية: Jonas Davis)‏ هو لاعب كريكت أسترالي.

## وصلات خارجية
- جوناس ديفيس على موقع إي آس بي آن كريك إنفو (الإنجليزية)